# Jitka Zelenková
Jitka Zelenková (* 5. června 1950 Brno) je česká zpěvačka. V jejím repertoáru jsou především balady, swingové a jazzové písně a šansony. Spolupracuje s předními českými textaři. Téměř 14 let vystupovala jako vokalistka a sólistka ve skupině Ladislava Štaidla spolu s Karlem Gottem.

## Životopis
Narodila se v Brně v hudební rodině, otcem byl dirigent Miloš Zelenka, matka Lenka Zelenková byla zpěvačkou. Začala zpívat v Poděbradech. Vyhrála celostátní soutěž Talent 67 a v témže roce získala druhé místo v prvním ročníku festivalu amatérských zpěváků v Jihlavě. Po tomto úspěchu získala angažmá v pražském Divadle Rokoko, hostovala i v Apollu a také hrála ve filmu Bylo čtvrt a bude půl. V Rokoku vystupovala v hudebních hrách a ve společném programu se sourozenci Hanou a Petrem Ulrychovými. K významné spolupráci patří i koncertování s SHQ Karla Velebného, kde měla možnost rozvinout svůj jazzový talent. Už od svých pěveckých začátků vystupovala jako host s orchestry Karla Vlacha, Gustava Broma, Václava Hybše a také s Tanečním orchestrem Československého rozhlasu, který řídil Josef Vobruba a se kterým natočila svoje první nahrávky pro firmu Supraphon.
V roce 1972 z divadla odešla a pokoušela se o sólovou pěveckou dráhu. Od roku 1973 pak na mnoho let zakotvila v dívčí skupině, která doprovázela Karla Gotta, kde nejprve zpívala s Janou Kociánovou, později s Vlastou Kahovcovou a Jarmilou Gerlovou. Během této doby také pracovala na své sólové kariéře. Svůj repertoár s úspěchem prezentovala v televizních a rozhlasových pořadech. Měla úspěch i na zahraničních festivalech, kde získávala ocenění poroty i přízeň publika (Bratislavská lyra, Sopoty).
V roce 1979 nahrála první sólové album Zázemí. Vedle vytříbeného hudebního vkusu zúročila i svoji dlouhodobou spolupráci s textařem Eduardem Pergnerem. Úspěch byl korunován televizním zpracováním recitálu, který režíroval Ján Roháč. Následovala sólová koncertní vystoupení s Orchestrem Ladislava Štaidla a zároveň komorní recitál pro pražskou Redutu, který zpěvačka připravila s klavíristou Rudolfem Roklem. Tento recitál uváděli patnáct let.
V roce 1980 nazpívala soundtrack k filmu Trhák, kde svůj hlas propůjčila Dagmar Veškrnové.
Po ukončení spolupráce s Orchestrem Ladislava Štaidla v roce 1987 pokračovala v komorním recitálu s Rudolfem Roklem a také spolupracovala s Orchestrem Gustava Broma. V roce 1993 nahrála s Big Bandem Felixe Slováčka swingovou desku pod názvem Jen pár večerů a vydala se na swingové turné po Španělsku.
V roce 1994 dostala nabídku účastnit se konkurzu na nazpívání úvodní písně Život proudí v nás filmového muzikálu společnosti Disney The Lion King (v české verzi Lví král). Konkurz vyhrála a nazpívala českou i slovenskou verzi. S českými texty nazpívala řadu světových filmových melodií, například Muž a žena (z filmu Muž a žena), Sem tam (zaznělo ve filmu Láska nebeská), Vyprávění v pokoji (film Růže s Bette Midler), Čímkoliv tu být (film Půlnoční expres) a další.
S českým textem Pavla Vrby nazpívala v roce 2007 jako první v Česku slavnou píseň Leonarda Cohena Hallelujah, z repertoáru Karla Gotta převzala s jeho svolením píseň Já se tiše odporoučím, kterou napsali Jiří Štaidl a Karel Svoboda.
V letech 2013 až 2018 účinkovala v Národním divadle moravskoslezském v muzikálu autorské dvojice Radim Smetana a Michael Prostějovský Fantom Londýna. Hrála roli britské královny Victorie.
V posledních letech si do svého repertoáru vybírá hlavně klasické americké standardy, které zpívá s českými texty. Ve velké míře se objevují i na jejím nejnovějším albu Intimity. Zelenková na desku nazpívala také píseň Amar pelos dois portugalského zpěváka Salvadora Sobrala, se kterou v roce 2017 vyhrál hudební soutěž Eurovision Song Contest. Český text Láska za oba napsal Eduard Krečmar. Na stejném albu je také píseň Měsíc samotář, česká verze slavné písně Irvinga Berlina, v níž hraje sólo na housle houslista Pavel Šporcl.
V květnu 2020 vyšlo u společnosti Supraphon výběrové album Best Of.
V červnu 2021 vydala u společnosti Supraphon singl Věř mi, který složil skladatel Ivan Něměček a otextoval Jaroslav Wykrent. V říjnu 2021 vyšel u stejného vydavatelství singl Kamkoli se dáš. Jde o českou verzi romantické balady Right Here Waiting, kterou složil koncem 80. let zpěvák a hudebník Richard Marx. Český text napsal Eduard Krečmar.
V březnu 2022 Supraphon vydal singl a videoklip Vincent.
Jitka Zelenková vystupuje se sólovým recitálem, kde ji doprovází František Raba na kontrabas a Lev Rybalkin na klavír, dále vystupuje jako host Big Bandu Felixe Slováčka, Orchestru Gustava Broma, Golden Big Band Prague Petra Soviče, Boom-bandu! a dalších.

## Nejznámější hity
- Zázemí (hudba Neil Sedaka, český text Eduard Pergner, album Zázemí, 1979)
- Zpívání (hudba Roy Orbison, Joe Melson, český text Eduard Pergner, album Zázemí, 1979)
- Ty mně smíš i lhát (hudba Francis Lai, český text Eduard Pergner. album Zázemí, 1979)
- Vyprávění v pokoji (hudba Amanda McBroom, český text Eduard Pergner, album Kdo jsem vlastně já..., 1981)
- Mít svůj kout (hudba Petr Hapka, text Zdeněk Rytíř, album Kdo jsem vlastně já..., 1981)
- Rád (hudba Jiří Zmožek, text Eduard Pergner, album V tuto chvíli, 1983)
- Máme si co říct (hudba Jiří Zmožek, text Eduard Pergner, album Máme si co říct, 1985)
- Bez lásky láska není (hudba Mick Jones, český text Eduard Pergner, album Bez lásky láska není, 1987)
- Smůla bude v tom (hudba Jiří Zmožek, text Eduard Pergner, album Zázemí 2, 1992)
- Ideální počasí (hudba Dario Farina, český text Eduard Pergner, album Sametový hlas, 2004)

## Vybrané světové melodie s původními českými texty
- Loučení (Don't it make my brown eyes blue, hudba Richard Leigh, český text Eduard Krečmar, 1979)
- A náhle z dámy bývá tramp (Lady is a tramp, hudba Richard Rodgers, český text Eduard Krečmar, album Jen pár večerů, 1993)
- Tak půjdem spát (As time goes by, hudba Herman Hupfeld, český text Eduard Pergner, album Jen pár večerů, 1993)
- Vzlétám k oblakům (Smoke gets in your eyes, hudba Jerome Kern, český text Michal Bukovič, album Jen pár večerů, 1993)
- Řeka slzí (Cry Me a River, hudba Arthur Hamilton, český text Eduard Krečmar, album Jen pár večerů, 1993)
- Cizinec na pobřeží (Stranger On The Shore, hudba Acker Bilk, český text Eduard Pergner, album Jitka, 2000)
- Zpívám jednu píseň dál a dál (A song for you, hudba Leon Russell, český text Pavel Vrba, album Pod kůží, 2006)
- Zní nové haleluja (Hallelujah, hudba Leonard Cohen, český text Pavel Vrba, album Moje Vánoce, 2007)
- Z výšky nebes (From a Distance, hudba Julie Gold, český text Eduard Krečmar, album Moje Vánoce, 2007)
- Sem tam (Both Sides Now, hudba Joni Mitchell, Jonathan Mitchell, český text Pavel Vrba, album Já tě mám ráda, 2014)
- Můj dík (At last, hudba Harry Warren, český text Eduard Krečmar, album Intimity, 2018)
- Budu dál tu čekat (I will wait for you, hudba Michel Legrand, český text Eduard Krečmar, album Intimity, 2018)
- Kamkoli se dáš (Right Here Waiting, hudba Richard Marx, český text Eduard Krečmar, 2021)

## Další známé zahraniční melodie v repertoáru
- Tam pod nebeskou bání (Dream A Little Dream Of Me, hudba Fabian Andre, Wilbur Schwandt, český text Aida Brumovská, album Pod kůží, 2006)
- Šťastné staré slunce (That lucky old sun, hudba Haven Gillespie, Beasley Smith, český text Jaromír Vomáčka, album Pod kůží 2006)
- Vyznání v růžích (La vie en rose, hudba Louiguy, český text Jiří Traxler, album Pod kůží, 2006)
- Noc a den (Night and Day, hudba Cole Porter, český text Jiří Traxler, album Intimity, 2018)
- Vím už, co to znamená (Teach me tonight, hudba Gene de Paul, český text Jiří Suchý, album Intimity, 2018)
- Měsíční řeka (Moon River, hudba Henry Nicola Mancini, český text Jiřina Fikejzová, album Intimity, 2018)
- Podzimní (Autumn leaves, hudba Joseph Kosma, český text Jiří Dědeček, album Intimity, 2018)

## Vybrané duety
- Svět stál (s Karlem Gottem)
- Kéž jsem to já (s Karlem Gottem)
- Můj ideál (s Karlem Černochem)
- Takový nejsi (s Karlem Zichem)
- Běž za svou láskou (s Karlem Gottem)
- Čekám (s Jiřím Bartoškou)
- Dej si klid a couvej (s Antonínem Gondolánem)
- Jen pár večerů (s Antonínem Gondolánem)
- Pouhý známý (s Davidem Krausem)
- Vždy se swingem (s Janem Smigmatorem)

## Diskografie

### LP desky
- 1979 Zázemí – Supraphon
- 1981 Kdo jsem vlastně já – Supraphon
- 1982 Close up – Supraphon
- 1983 V tuto chvíli – Supraphon
- 1985 Máme si co říct – Supraphon
- 1987 Bez lásky láska není – Supraphon

### CD
- 1992 Zázemí II. – Supraphon
- 1993 Jen pár večerů – Supraphon
- 1994 Perly – Maximum
- 1998 Bez lásky láska není – 20x Jitka Zelenková – Sony Music / Bonton
- 2000 Jitka – Warner Music
- 2004 Sametový hlas – Supraphon
- 2006 Pod kůží – Westrecords
- 2007 Moje Vánoce – Epinien
- 2010 Zlatá kolekce – Popron Music
- 2012 Krásný důvod – Radioservis, a.s.
- 2014 Já tě mám ráda – Supraphon
- 2018 Intimity – Supraphon
- 2020 Best Of – Supraphon